# Mrocza
Mrocza ['mrɔʈ͡ʂa] (deutsch Mrotschen, 1939–1942 Schönhausen, 1942–1945 Immenheim) ist eine Stadt im Powiat Nakielski der Woiwodschaft Kujawien-Pommern in Polen. Sie ist Sitz der gleichnamigen Stadt-und-Land-Gemeinde mit etwa 9300 Einwohnern.

## Geographische Lage
Die Stadt liegt in der historischen Region Großpolen an der Rokitka, etwa zwölf Kilometer nördlich von Nakel und 31 Kilometer westnordwestlich von Bromberg.

## Geschichte

Mrotschen an der Rokitka südöstlich des Großen Wieler Sees auf einer Landkarte von 1914

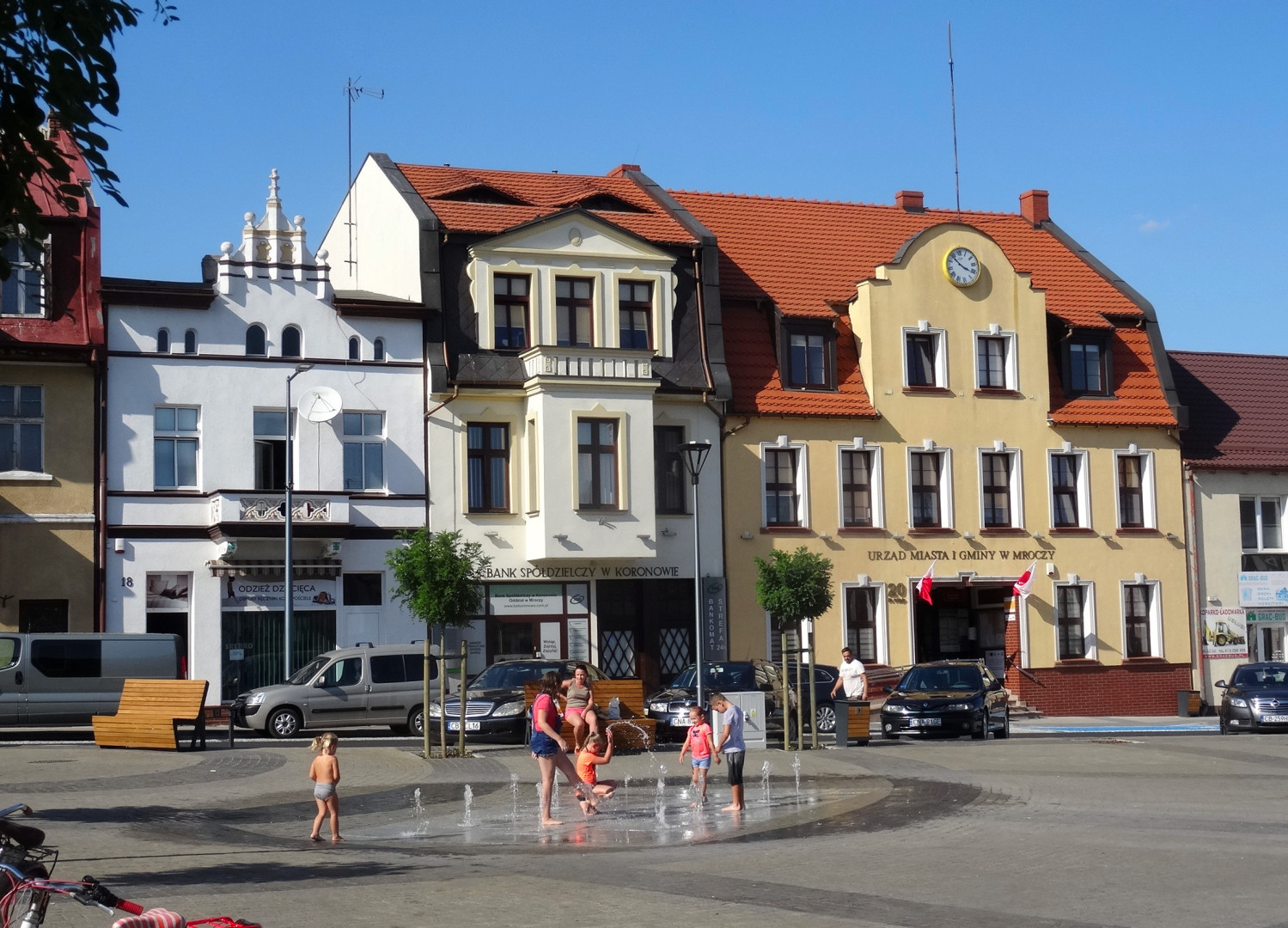
Marktplatz

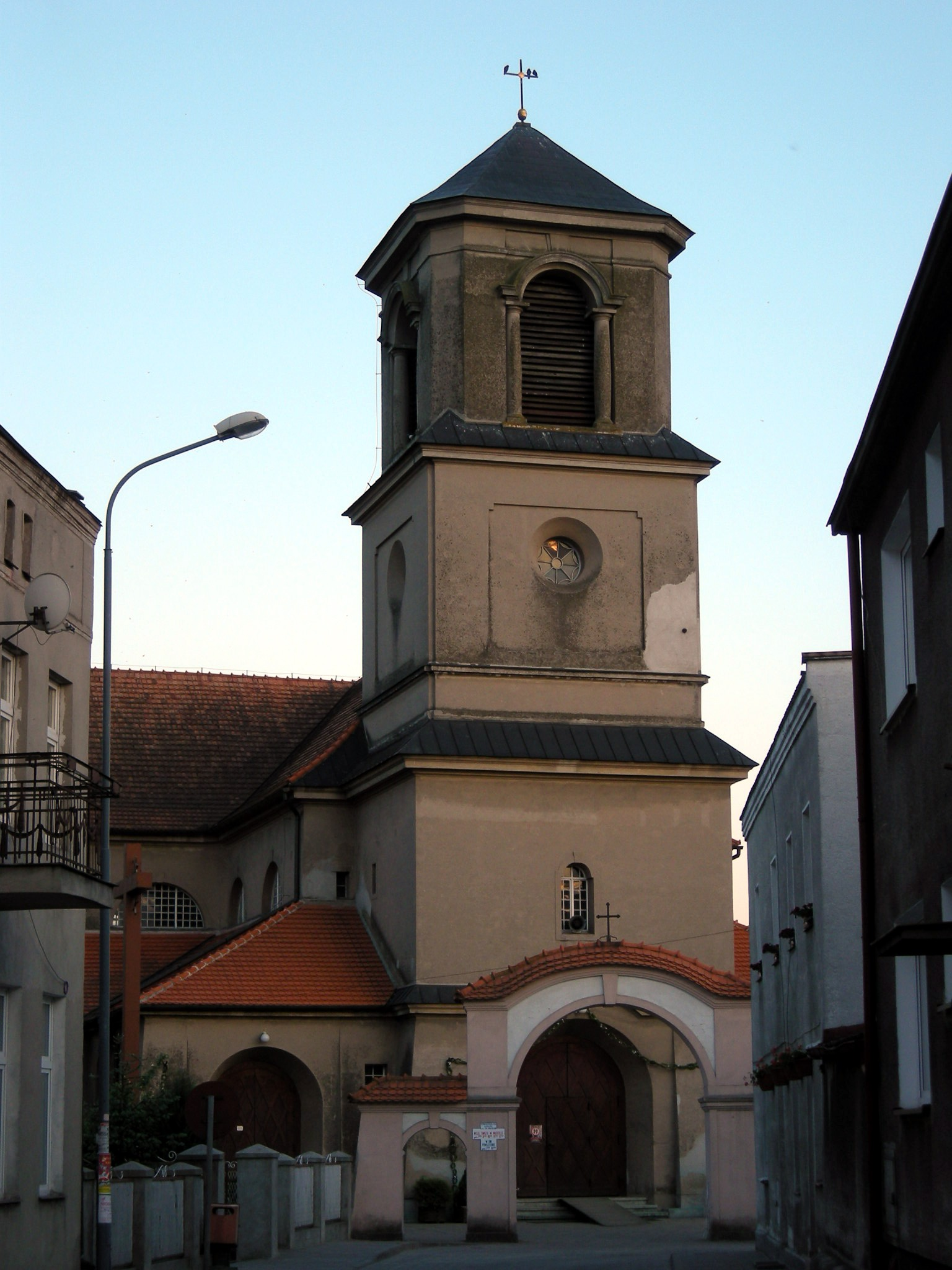
Stadtkirche

In Urkunden wird der Ort, der bis 1392 ein Dorf war, im Jahr 1288 Mroscha und 1393 Mroscza genannt.
Im Rahmen der Ersten Teilung Polens 1772 kam die Ortschaft zu Preußen. Sie gehörte von 1816 bis 1920 zum Landkreis Wirsitz im Regierungsbezirk Bromberg der preußischen Provinz Posen.
Die landwirtschaftlich geprägte Stadt hatte gegen Ende des  ersten Quartals des 19. Jahrhunderts  eine katholische Kirche, ein evangelisches Bethaus, eine Synagoge und ein königliches Domänenamt, 140 Wohnhäuser und rund sechshundert Einwohner.
Nach dem Ersten Weltkrieg  musste das Kreisgebiet aufgrund der Bestimmungen des Versailler Vertrags an die Zweite Polnische Republik abgetreten werden. Nach dem  Überfall auf Polen 1939 wurde  Mrotschen völkerrechtswidrig dem Deutschen Reich einverleibt.
Nach  dem Ende des Zweiten Weltkriegs 1945 kam der Ort wieder zu Polen. 1975–1998 gehörte die Stadt verwaltungstechnisch zur Woiwodschaft Bydgoszcz. Seither gehört es zur Woiwodschaft Kujawien-Pommern.
| Jahr | Einwohnerzahl | Anmerkungen |
| ---- | ------------- | --- |
| 1788 | 0655          | [ 2 ] |
| 1802 | 0838          | [ 4 ] |
| 1816 | 0748          | davon 346 Katholiken, 238 Evangelische und 164 Juden; nach anderen Angaben 839 Einwohner davon 347 Evangelische, 359 Katholiken, 133 Juden                                   |
| 1821 | 0964          | in 112 Privatwohnhäusern |
| 1837 | 0808          | [ 2 ] |
| 1843 | 1231          | [ 2 ] |
| 1858 | 1377          | [ 2 ] |
| 1861 | 1529          | [ 2 ] |
| 1867 | 1674          | [ 6 ] |
| 1871 | 1640          | davon 650 Evangelische, 730 Katholiken und 230 Juden (710 Polen); nach anderen Angaben 1637 Einwohner (am 1. Dezember), davon 727 Evangelische, 697 Katholiken und 213 Juden |
| 1885 | 1809          | davon 828 Evangelische, 817 Katholiken und 164 Juden |
| 1905 | 2427          | davon 1008 Evangelische und 156 Juden |
| 1910 | 0579          | am 1. Dezember, ohne den Gutsbezirk Mrotschen mit 510 Einwohnern |

## Gemeinde
Zur Stadt-und-Land-Gemeinde (gmina miejsko-wiejska) Mrocza gehören die Stadt und 15 Dörfer mit Schulzenämtern.

### Gemeindepartnerschaft
Partnergemeinde ist Lindern im Landkreis Cloppenburg in Niedersachsen.

## Verkehr
Mrocza hatte einen Bahnhof an der Bahnstrecke Oleśnica–Chojnice.

## Persönlichkeiten
- Hansjürgen Riedel (1907–1992), deutscher Jurist und Politiker, Mitglied des Landtags von Nordrhein-Westfalen